# Stephany Ortega
Stephany Ortega (Montevideo, 15 dicembre 1989) è una modella uruguaiana, incoronata Miss Uruguay 2010 il 27 febbraio presso il Salon Montecarlo del Conrad Punta in rappresentanza del dipartimento di Rocha.
In seguito Stephany Ortega ha rappresentato l'Uruguay a Miss Universo 2010, il 3 agosto 2010 a Las Vegas, dove però non è riuscita a classificarsi fra le quindici finaliste del concorso. La Ortega ha anche partecipato a Reina Hispanoamericana 2010 in rappresentanza dell'Uruguay, e dove si è classificata al quinto posto.